# Краще бути вродливою і багатою
Краще бути вродливою і багатою (пол. Lepiej być piękną i bogatą) — польська комедія 1993 року. Режисер та автор сценарію — Філіп Байон. Фільм описує події 1986 року і розповідає про складні, суперечливі стосунки між головними героями. У фільмі бере участь один з найкращих польських акторів того часу — Данієль Ольбрихський

## Акторський склад
- Адріана Беджинська — Дорота Вальц
- Данієль Ольбрихський — юрист
- Марек Кондрат — заступник директора заводу
- Ришард Петруський — директор заводу
- Олександр Білявський — Едмунд Едмонтович
- Анна Пруцнал — дружина юриста
- Марія Хвалибог — Марія Вальц, мати Дороти
- Дорота Помикала — Ольга
- Броніслав Павлик — портьє
- Цезарій Пазура — пожежник

## Сюжет
На фабриці Лодзі триває страйк, який очолює швачка Дорота Вальц. Згодом вона стає директором цієї фабрики. Попри все вона намагається врятувати фабрику від банкрутства. В цьому їй намагається допомогти адвокат, але він переслідує перш за все свої інтереси